# Tiago Ferreira (Fußballspieler, 1975)
Tiago Alexandre Baptista Ferreira (* 16. April 1975 in Torres Vedras) ist ein ehemaliger portugiesischer Torwart, der den größten Teil seiner Karriere bei portugiesischen Traditionsverein Sporting Lissabon verbrachte. Im Sommer 2012 beendete er seine Karriere im Alter von 37 Jahren.